# Nationals de Washington
Ne doit pas être confondu avec Nationals de Washington (NA).
 Saison 2025 des Nationals de Washington
Les Nationals de Washington sont une franchise de baseball de la Ligue majeure de baseball basée à Washington, DC depuis 2005. Ils évoluent dans division Est la Ligue nationale qu'ils ont remportée en 2012 et 2014. Ces deux années, ils terminent avec le meilleur pourcentage de la ligue nationale.  En 2019, ils remportent la Série de Championnat de la Ligue nationale puis, pour la première fois, la Série mondiale. Les Nationals sont les anciens Expos de Montréal, relocalisés dans la capitale américaine après la saison 2004.

## Palmarès
- Championnat de Série mondiale (1) : 2019
- Champion de la Ligue nationale (1) : 2019
- Titres de division (4) : 2012, 2014, 2016, 2017.
- Meilleur deuxième (1) : 2019

## Histoire

### Expos de Montréal (1969-2004)
La franchise est fondée en 1969 sous le nom des Expos de Montréal. Après une décennie de résultats décevants, l'équipe connaît une embellie au début des années 1980 en remportant son seul titre de champion de division en 1981. Les Expos s'inclinent en finale de la Ligue nationale 3-2 contre les Los Angeles Dodgers.
Les résultats sont médiocres durant la fin des années 1980, puis un rebond s'effectue au début de la décennie suivante avec des joueurs comme Larry Walker, Moisés Alou, Marquis Grissom et Pedro Martínez. Le titre de division obtenu en 1981 avait été obtenu sur un fond de grève des joueurs ; bis repetita en 1994. Les Expos sont en tête de leur division quand la saison est stoppée pour raison de grève. Elle ne reprend pas, frustrant ainsi les Expos qui avaient jusqu'alors aligné les meilleurs résultats de la LMB. Après cette désillusion de 1994, la franchise commença à perdre des joueurs, des fans et de l'argent.

### Nationals de Washington (depuis 2005)

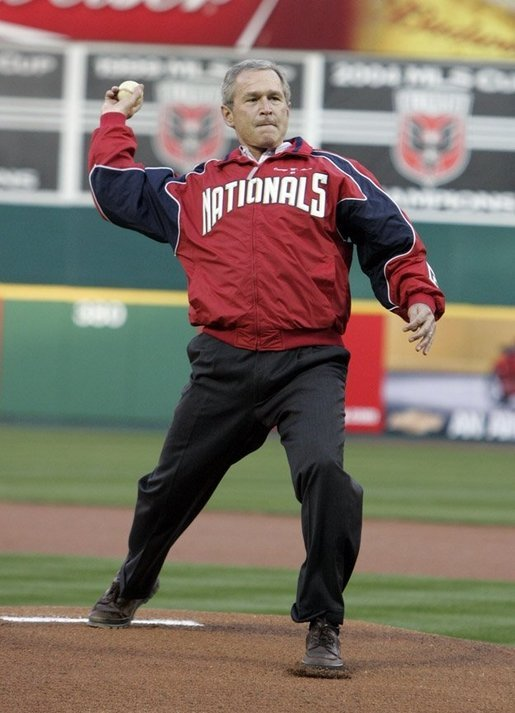
Le président George W Bush inaugurant la saison 2005

Les problèmes financiers de la franchise entraînent son déménagement à Washington, DC, ville privée de baseball LMB depuis 1971. L'opposition la plus forte à ce déménagement fut celle de la franchise des Orioles de Baltimore, qui considèrent Washington comme inclus dans leur zone d'influence. L'arrivée d'un concurrent local est très mal perçu par Baltimore qui négocient des contreparties, notamment en matière de droits télé. Un accord est signé entre la LMB et les Orioles le 31 mars 2005 dans ce sens.
La première partie officielle des Nationals a lieu le 4 avril 2005 à Philadelphie, face aux Phillies. La rencontre se solde par une défaite des Nationals sur la marque de 8 à 4. Cinquième sur cinq de leur division en 2005 avec 81 victoires pour 81 défaites et en 2006 (71-91), puis quatrième sur cinq en 2007 (73-89), les Nationals sont médiocres et les supporters se lassent. On passe de 33 728 spectateurs de moyenne en 2005 à 23 998 en 2007. Les Nationals quittent sans grande tristesse l'enceinte du RFK Stadium où ils évoluent pour la dernière fois le 23 septembre 2007.
À partir de la saison 2008, les Nationals jouent au Nationals Park (41 222 places), toute nouvelle enceinte spécialement destinée au baseball.
En 2012, les Nationals remportent pour la première fois la division Est de la Ligue nationale en obtenant le meilleur pourcentage de la ligue nationale.
La saison 2013 ne leur permet pas de participer aux play-off, les Nationals échouant à la seconde place dans la division Est.
En 2014, les Nationals remportent à nouveau la division Est de la Ligue nationale. Terminant la saison avec 96 victoires, ils obtiennent le meilleur pourcentage de la ligue cette année-là. Ils seront éliminés par les Giants de San Francisco en séries de division (3 victoires à 1).
| Saison | Vic.-Déf. | Class.    | Spectateurs | Moyenne | Séries de division | Séries de division | Séries de championnat | Séries de championnat | Séries mondiales | Séries mondiales |
| ------ | --------- | --------- | ----------- | ------- | ------------------ | ------------------ | --------------------- | --------------------- | ---------------- | ---------------- |
| 2005   | 81-81     | 5e NL Est | 2 731 993   | 33 728  |                    |                    |                       |                       |                  |                  |
| 2006   | 71-91     | 5e NL Est | 2 153 056   | 26 581  |                    |                    |                       |                       |                  |                  |
| 2007   | 73-89     | 4e NL Est | 1 943 812   | 23 998  |                    |                    |                       |                       |                  |                  |
| 2008   | 59-102    | 5e NL Est | 2 320 400   | 28 647  |                    |                    |                       |                       |                  |                  |
| 2009   | 59-103    | 5e NL Est | 1 817 226   | 22 435  |                    |                    |                       |                       |                  |                  |
| 2010   | 69-93     | 5e NL Est | 1 828 066   | 22 569  |                    |                    |                       |                       |                  |                  |

## Trophées et honneurs individuels

### Temple de la renommée du baseball
- Frank Robinson, gérant, 2002-2006 (Montréal)
- Gary Carter, receveur, 1974-84 & 1992 (Montréal)
- Tony Perez, premier but, 1977-79 (Montréal)
- Dick Williams, gérant, 1977-81 (Montréal)
- Andre Dawson, voltigeur, 1976-1986 (Montréal)
- Tim Raines, voltigeur, 1979-1990 & 2001 (Montréal)

### Numéros retirés
Le numéro 42 de Jackie Robinson, retiré de l'ensemble des franchises MLB depuis 1997, est le seul numéro retiré aux Nationals. Les Expos de Montréal avaient retiré les numéros 8, 10 et 30, mais les Nationals ont attribué ces numéros à des joueurs actifs. Les plaques commémoratives dédiées aux joueurs qui portèrent ces numéros sont restées à Montréal et se trouvent désormais au Centre Bell, antre du Canadiens de Montréal (LNH).

### Autres trophées et honneurs
| MVP de la saison (depuis 1911) : - Bryce Harper (2015) Trophée Cy Young (depuis 1956) : - Max Scherzer (2016 et 2017) Recrue de l'année (depuis 1947) : - Bryce Harper (2012) Manager de l'année (depuis 1983) : - Davey Johnson (2012) - Matt Williams (2014) |

## Affiliations enligues mineures
| Niveau | Franchise                   | Ligue                   | Ville           | État                   | Affilié depuis |
| ------ | --------------------------- | ----------------------- | --------------- | ---------------------- | -------------- |
| AAA    | Red Wings de Rochester      | Ligue internationale    | Rochester       | New York               | 2021           |
| AA     | Senators de Harrisburg      | Eastern League          | Harrisburg      | Pennsylvanie           | 2005           |
| A+     | Blue Rocks de Wilmington    | South Atlantic League   | Wilmington      | Delaware               | 2021           |
| A-     | Nationals de Fredericksburg | Carolina League         | Fredericksburg  | Virginie               | 2020           |
| Rookie | FCL Nationals               | Florida Complex League  | West Palm Beach | Floride                | 2005           |
| Rookie | DSL Nationals               | Dominican Summer League | Boca Chica      | République dominicaine | 2005           |

## Sources et notes